# Motherway Island
Motherway Island ist eine kleine Felseninsel im Archipel der Windmill-Inseln vor der Budd-Küste des ostantarktischen Wilkeslands. Sie liegt 325 m nördlich der Insel Peterson Island nahe dem südlichen Ende des Archipels.
Die Insel wurde anhand von Luftaufnahmen der US-amerikanischen Operation Highjump (1946–1947) vom Februar 1947 kartiert. Das Advisory Committee on Antarctic Names benannte sie 1963 nach Paul Thomas Motherway (1927–2002), Mitglied einer von zwei Einheiten der United States Navy zur Erstellung von Luftaufnahmen und Fotografien vor Ort während der Operation Windmill (1947–1948) im Januar 1948.